# Lions du Caire

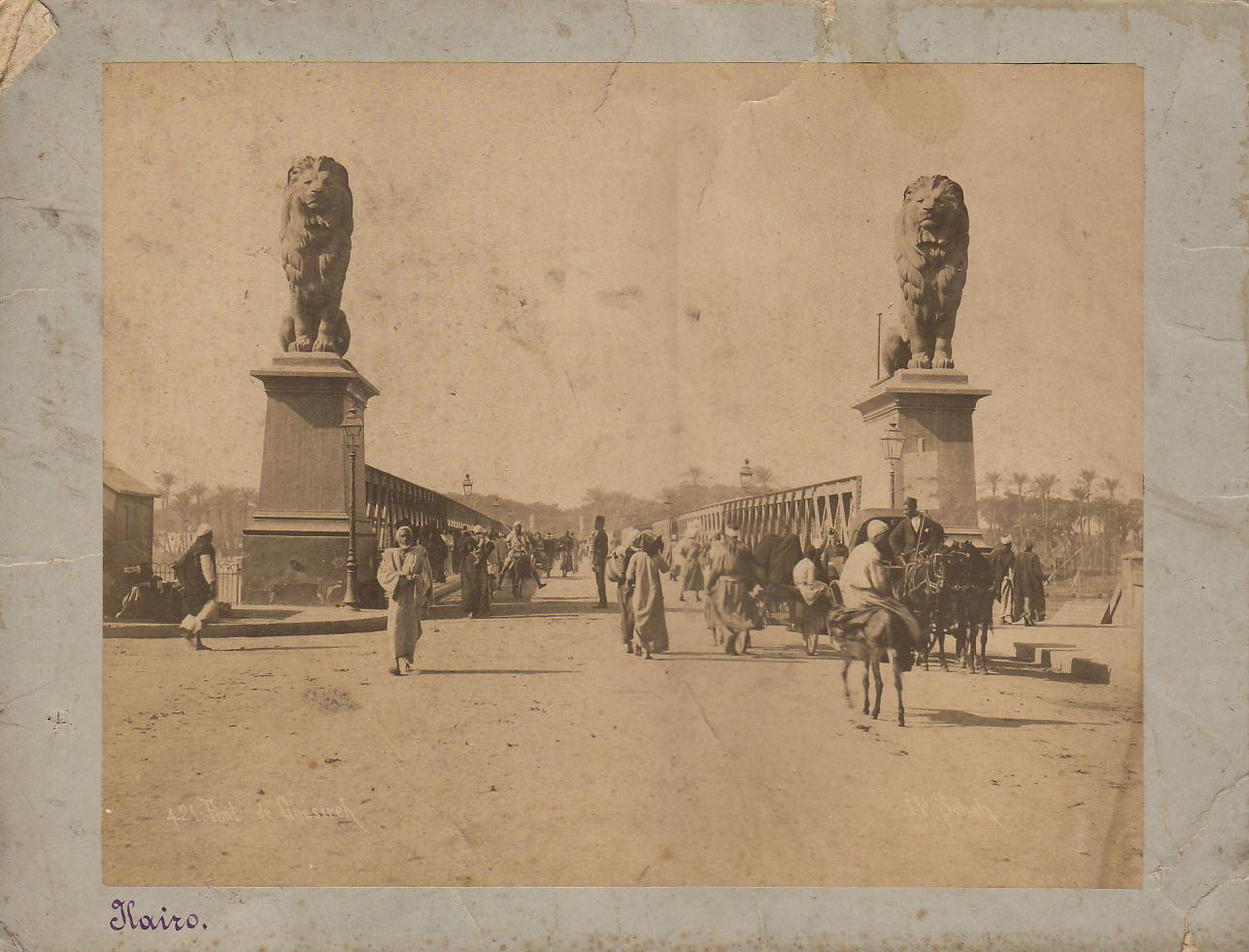
Lions du pont de Ghesireh, vers 1880, par Pascal Sébah (1823-1886)

La ville du Caire possède de nombreux lions monumentaux dans ses jardins, à la Citadelle et à l'entrée des palais.

## Répartition géographique

### Pont de Qasr El-Nil
Aux deux extrémités du pont de Qasr El-Nil, l'ingénieur français Linant de Bellefonds fit placer en 1872 les quatre lions qui avaient été tout d'abord destinés à encadrer la statue de Méhémet Ali à Alexandrie.

### Musée copte au Vieux-Caire
Deux lions encadrent l'entrée du musée copte, au milieu du jardin ; un autre se trouve non loin de ces deux lions et le quatrième est situé dans la cafétéria.

### Fontaine  du jardin Andalou du Guézireh
En 1935 fut créé le jardin Ferdoss, encore appelé Andalou, qui épousa la forme de cuvette du théâtre qui se trouvait en ce lieu. Le créateur de ce jardin, Mohamed Zulfikar Bey, aménagea les pentes de l'ancien théâtre en gradins recouverts de mosaïques qui entourent le bassin central. Avec ses colonnades de style andalou, ce jardin est une des merveilles du Caire.

### Palais de Choubra
Il n'en subsiste que le Nymphée, un élégant quadrilatère auquel les visiteurs avaient accès par quatre portes ouvertes dans les quatre façades. Ce "Nymphée" est encore appelé "’’kiosque de la fontaine’’". Autour du bassin central couraient des colonnes de marbre, soutenant une galerie, et une balustrade. Aux quatre angles, des lions majestueux de marbre montaient la garde, déversant de leur gueule de puissants jets d'eau qui remplissaient le bassin.

### Citadelle de Saladin
La Citadelle de Saladin possède au moins une vingtaine de lions répartis en deux endroits :
- une frise de six lions dans la base du mur du musée national de la police et, au pied de l'escalier de ce Musée, un beau lion sur un socle élevé. À l'entrée sud de la route qui conduit de la place devant le palais de justice vers la mosquée d'Ibn Qalaoun, deux autres lions sont placés au sommet des deux angles des murs qui encadrent le début de cette route.
- sur l'esplanade du belvédère entre la mosquée de Méhémet Ali et le Musée des Bijoux il y a dix lions l'albâtre dont quatre entourent le bassin central.

La frise des six lions se trouvant sur la base du mur du musée national de la police semblent être d'époque mamelouke tandis que les autres lions sont tous du XIXe siècle, Méhémet Ali en ayant fait les symboles de sa puissance et de son courage à l'exemple des pharaons de l'Égypte antique.